# Ochthephilus omalinus
Ochthephilus omalinus är en skalbaggsart som först beskrevs av Wilhelm Ferdinand Erichson 1840.  Ochthephilus omalinus ingår i släktet Ochthephilus, och familjen kortvingar. Arten är reproducerande i Sverige.